# Jean Orry
Jean Orry (París, 4 de septiembre de 1652-íd., 29 de septiembre de 1719), economista y político francés, ministro del rey Felipe V de España.

## Biografía
Señor de Vignory, era hijo de François Orry y estudió Derecho para entrar de jurista en la administración real francesa. Hizo una rápida y brillante carrera: durante la Guerra de Holanda, fue abastecedor general de munición de los ejércitos del Rey; en 1700, era ya su consejero-secretario y en 1701 se le encargó estudiar la situación financiera del Reino de España del que Philippe d'Anjou, acababa de ceñir la corona con el nombre de Felipe V, primero de la dinastía borbónica que sucedió a los Austrias. Sus amplias reformas administrativas y financieras a comienzos del siglo XVIII en la España borbónica, sumida en la Guerra de Sucesión, ayudaron a la implantación de una administración centralizada y uniforme en el país.
Luis XIV de Francia, cuyo nieto acababa de acceder al trono como Felipe V (15 de noviembre de 1700), envió a Orry a España en 1701 para dar cuenta de las finanzas del reino en los albores de la Guerra de Sucesión Española (1701-1714). Orry escribió informes detallados aconsejando no sólo la centralización de la administración de la Hacienda, sino también recomendando una reforma progresiva del sistema básico de gobierno basándose en el modelo francés. Según las propuestas de Orry, el poder político debía ser transferido de los consejos reales, dominados por nobles con fuertes intereses establecidos, a un número de Ministerios, similares a las Secretarías de Estado francesas, que serían leales a la corona, de la cual se derivaba todo su poder. Terminado este encargo permaneció en Madrid como agregado extraordinario cerca de la corte de Felipe V y será, con Amelot, el principal administrador francés del reino.
El rey encargó a Orry que arreglara urgentemente las finanzas militares españolas. Reorganizó e incrementó la recaudación de impuestos e improvisó algunos recursos para pagar a las tropas y las provisiones de la guerra. También instituyó procedimientos para recuperar la propiedad real que había sido vendida o robada. Poco después de mayo de 1705, fueron creados los puestos de Secretario de Guerra y de Hacienda, paso inicial en el programa de reformas de Orry.
Salvo por el tiempo en que fue llamado a Francia, entre el verano de 1706 y su regreso en abril de 1713, se unió a la favorita real, la autonombrada Princesa de los Ursinos (Marie-Anne de la Tremoille), que había llegado en 1701 a la corte como Camarera mayor de la joven reina, y ambos fueron de facto los gobernantes de España. Orry continuó sus esfuerzos para llevar la administración de la Hacienda hacia el control pleno del todo el gobierno central. También llenó los Consejos reales con sus propios candidatos para que apoyasen sus reformas con sus votos; creó cuatro nuevas Secretarías de Estado que le rendían cuentas. Para terminar, merced a un decreto real que él mismo redactó (23 de diciembre de 1713), las tradicionales Cortes fueron centralizadas al dividir a España en 21 provincias. Los Consejos Territoriales fueron reemplazados por un intendente directamente bajo el mando de Orry. Algunos de los consejos locales, como el Consejo de Castilla, retuvieron influencia gracias a cambios menos radicales. Tan gran reorganización suscitó algún soneto satírico anónimo:
Orry a mandar, el rey a obedecer, / el uno a presidir, otro a cazar, / y desta suerte todo es desmembrar / de España el cuerpo, en vez de componer. / ¿Aquesta es Planta? No, que es deshacer, / pues van lo más peritos a escardar / y los que ignoran vienen a ocupar / lo que en su vida pueden comprender.
Antes de que sus reformas pudieran ser del todo implantadas, Orry, cuyo destino estaba unido a la favorita caída en desgracia, fue destituido gracias a las presiones ejercidas por la nueva corte parmesana traída por la nueva reina, Isabel Farnesio, y su favorito, el cardenal Giulio Alberoni. Orry fue desterrado de España a Francia el 7 de febrero de 1715. El rey firmó el Decreto de Nueva Planta ese mismo año, revocando la mayoría de los derechos históricos y privilegios de los diferentes reinos que conformaban la Corona Española, unificándolos bajo las leyes de Castilla, donde las Cortes recuperaron parte de su poder.
Si bien determinadas reformas de Orry no sobrevivieron a su partida, Giulio Alberoni, el cardenal parmesano que le sucedió en el poder, continuó las líneas principales de su reorganización fiscal y la disminución del poder de los consejos reales en favor de una burocracia enteramente dependiente del poder central. La creación por parte de Orry de Secretarías de estado e intendencias continuó como un elemento significativo en la administración gubernamental española.
El rey de España le nombró veedor general en 1713, el de Francia le hizo caballero de Saint-Michel y presidente del Parlamento de Metz. Se desposó con Jeanne Esmonyat, de la que tuvo dos hijos: Philibert Orry, superintendente de finanzas, y Jean-Henri-Louis Orry, fundador de la manufactura de Sèvres, y una hija que se casó con el señor de la Galaizière, canciller del rey de Polonia, duque de Lorera y de Bar. Jean Orry murió en París en 1719.